# Lida Skotnicówna
Lida Skotnicówna (ur. 23 września 1913 w Zakopanem, zm. 6 października 1929 w Tatrach) – polska taterniczka.

## Życiorys
Była córką Marii Skotnicowej, czeskiej pisarki z Zaolzia, i rzeźbiarza Józefa Skotnicy. Lida miała starszą siostrę Marzenę i młodszego brata Jerzego. Matka wcześnie owdowiała.
Lida Skotnicówna była uczennicą Wydziału Rzeźby Państwowej Szkoły Przemysłu Drzewnego w Zakopanem, gdzie wcześniej wykładał jej ojciec. Odziedziczyła po nim talent malarski.
Choć góry znała od dzieciństwa, jej zorganizowana aktywność taternicka zaczęła się w 1928. W marcu 1928 odebrała legitymację Polskiego Związku Narciarskiego na nazwisko Ludmiła Skotnicówna. Była najmłodszą taterniczką, która przeszła wiele trudnych tras. Związała się z Wiesławem Stanisławskim. Wspinając się z nim w parze, osiągnęła sukcesy we wspinaczce i w latach 1927–1929 wyprzedziła w dokonaniach siostrę Marzenę, co ta sama przyznawała. Lida Skotnicówna wspinała się też w towarzystwie Bronisława Czecha. Pierwsze duże przejścia zrobiła w 1928, m.in. pierwsze przejście północnej ściany Żabiego Konia (z Czechem). W 1929 dokonała m.in. pierwszego przejścia południowej ściany Niebieskiej Turni, pierwszego przejścia wschodniej ściany Kościelca, pierwszego przejścia zachodniej ściany Małej Śnieżnej Turni, pierwszego wejścia południowo-zachodnią ścianą Kozich Czub.
W 1929 zaczęła uprawiać samodzielne kobiece taternictwo. Z siostrą Marzeną przeszła północno-zachodnią ścianę Mnicha. Siostry zginęły podczas próby przejścia południowej ściany Zamarłej Turni.
Jest pochowana z siostrą, matką, bratem i bratową w Zakopanem na nowym cmentarzu przy ulicy Nowotarskiej (kwatera M4-1-1). Pogrzeb Lidy i Marzeny Skotnicówien odbył się 9 października 1929. Zorganizował go Julian Przyboś. Po uroczystości Marię Skotnicową nazywano w prasie tatrzańską Niobe.

## Upamiętnienie

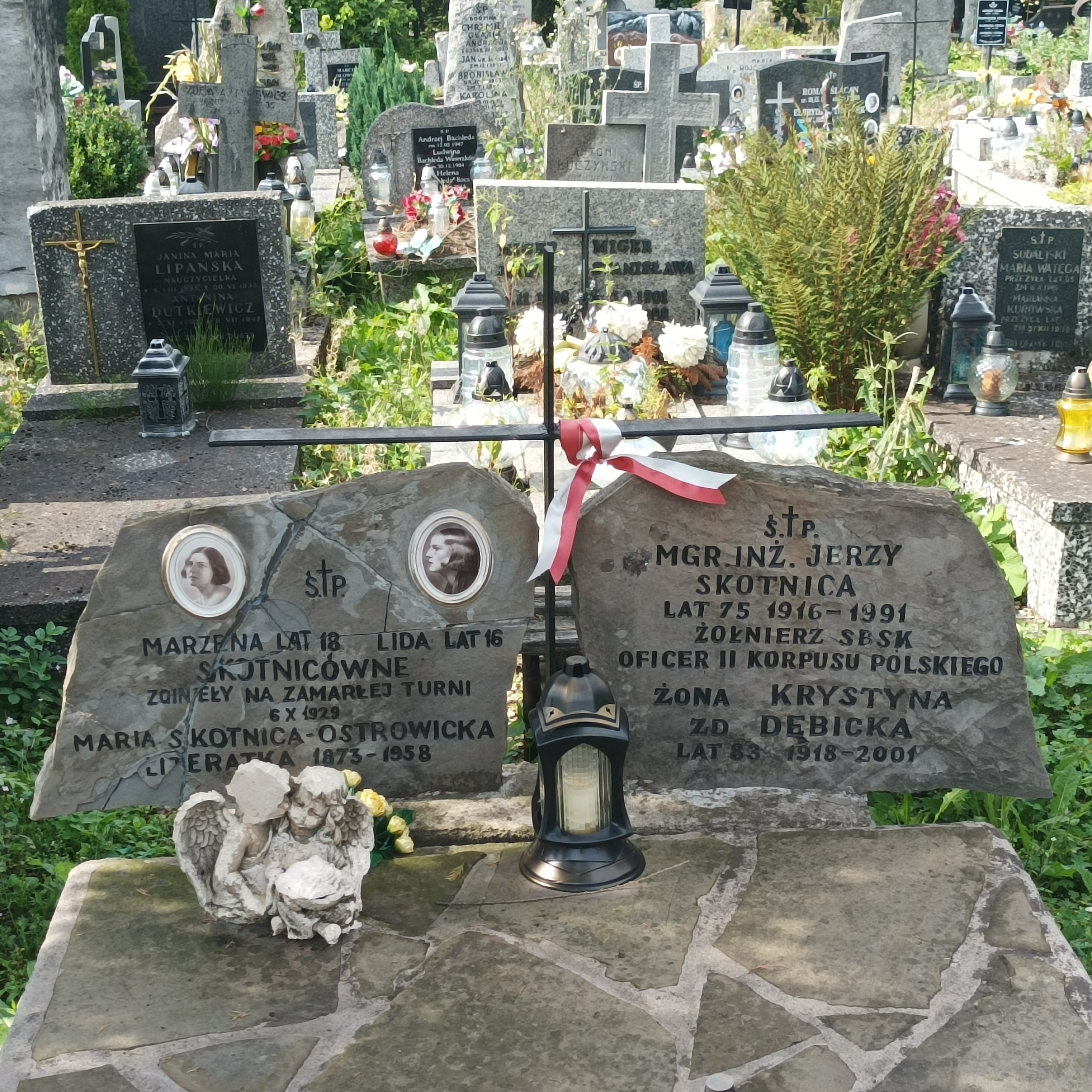
Grób Lidy i Marzeny Skotnicówien na Nowym Cmentarzu w Zakopanem

Śmierć sióstr stała się podstawą ich mitu utrwalonego przez pisarzy i publicystów, którzy unieśmiertelnili je w wierszach i powieściach. Czasem jednak wydawali radykalnie negatywne sądy o zasadności górskiej wspinaczki kobiet. W taki sposób tragedię sióstr opisała Wanda Gentil-Tippenhauer w nigdy nie wydanym opracowaniu SOS w Tatrach. Bardziej obiektywny był Wawrzyniec Żuławski, opisując okoliczności wypadku w kontekście społeczno-historycznym, zwracając uwagę na emancypację kobiet przez taternictwo. O śmierci sióstr pisał w powieści poetyckiej Uśmiech Boży i cień szatana. Opowieść tatrzańska Zygmunt Lubertowicz, heroizując je i mitologizując ich śmierć. O siostrach Irce i Zosi, wzorowanych na Skotnicównach, wspomina w powieści Pazdury Tadeusz Alszer (1943), tworząc z nich symbol młodości, żeńskości i porywczości. W tomie wierszy Jerzego Tawłowicza Anielskie pieśni w trawie (1995) znalazł się wiersz Skotnicówny.
Maria Skotnicowa, pod pseudonimem Marza Ostrawicka, wydała w 1932 po polsku, a w 1935 po czesku powieść Uśmiech Tatr. Cykl fragmentów powieściowych na tle zdarzeń prawdziwych, dedykując ją Ofiarom Tatr, śp. Marzenie i Lidzie, choć w treści zmieniła imiona bohaterek na Martę i Lenę. Młodszą siostrę autorka nazwała Uśmiechem skał. Autorka zamieściła w powieści wyjątki z dzienników obu córek. Utwór nie został dobrze przyjęty ani przez czytających (brak kolejnych wydań), ani przez krytyków.
Stanisław Witkiewicz 4 maja 1937 stworzył, przechowywany w Muzeum Tatrzańskim, rysunek pt. Lida i Marzena przed wycieczką. Przedstawia popiersia trzech kulturystek (Skotnicówien i ich matki) oplątane liną i umieszczone na tle górskiej panoramy.